# Пери (Юта)
Вижте пояснителната страница за други значения на Пери.
Пери (на английски: Perry) е град в окръг Бокс Елдър, щата Юта, САЩ. Пери е с население от 2383 жители (2000) и обща площ от 19,9 km². Намира се на 1331 m надморска височина. ЗИП кодът му е 84302, а телефонният му код е 435.